# Cy Young
Denton True "Cy" Young (29 de março de 1867 - 4 de novembro de 1955) foi um jogador americano de beisebol, que jogou por cinco diferentes times das Ligas Maiores entre 1890 e 1911. Foi eleito para o Hall da Fama em 1937. Um ano após sua morte, foi criado o prêmio Cy Young para os melhores arremessadores da temporada.
Young jogou pelos Cleveland Spiders de 1890 até 1898, saindo para o St. Louis Perfectos no ano seguinte, onde lançou até 1900. Na recém formada Liga Americana, Young se transferiu para o Boston Americans/Boston Red Sox ficando até 1908. Voltou para Cleveland em 1909 e ficou até 1911, onde novamente foi para Boston e jogou pelos Rustlers.
Depois de se retirar do baseball, Young viveu em Ohio até morrer com 88 anos no dia 4 de novembro de 1955 em Newcomerstown.
No ano seguinte foi instituído o prêmio Cy Young para os lançadores que mais se destacassem nas temporadas. Originalmente o reconhecimento era entregue somente ao lançador das Ligas Maiores, mas desde 1967 se escolhe um pitcher de cada liga.

## Jogo perfeito
Young arremessou um jogo perfeito contra Waddell e os Athletics.[a2] Foi o primeiro jogo perfeito na história da American League.[a3] Waddell foi o 27º e último rebatedor, e foi eliminado em bola voadora. Quando ele rebateu para cima, Young gritou: "Gostou dessa, seu 'caipira'[carece de fontes?]?".